# Scarborough (North Yorkshire)
Scarborough é uma cidade na costa do Mar do Norte, no Condado de North Yorkshire, na Inglaterra. A parte moderna da cidade está situada a uma altura entre 30-70 metros, enquanto a parte velha da cidade, perto do porto e protegida por uma península rochosa, encontra-se no nível do mar. Tem aproximadamente 50 mil habitantes, e contando com os subúrbios, chega a 108,5 mil habitantes.
É conhecida por ter sido um ponto comercial na Idade Média e pela canção Scarborough Fair.~
Foram igualmente aí descobertas importantes ruínas romanas.
Edith Sitwell, Ben Kingsley e Charles Laughton, entre outros, são nascidos em Scarborough.
A cidade é citada no romance O quarto de Jacob, de Virgínia Woolf (Osasco, SP: Novo Século Editora, 2008).